# Maria Ana de Orleães
Maria Ana de Orleães, Mademoiselle de Chartres (Palácio do Luxemburgo, 9 de novembro de 1652 — Palácio do Luxemburgo, 17 de agosto de 1656) era uma princesa francesa e filha mais nova de Gastão, Duque de Orleães. Ela ocupou o posto de neta da França. Ela era membro da Casa de Orleães.

## Biografia
Nascida no Palácio de Orleães, o atual Palácio do Luxemburgo em Paris, era a filha mais nova nascida do duque e da duquesa de Orleães.
Seu pai, Gastão, Duque d'Orleães, era o irmão mais novo do falecido Luís XIII; como tal, Maria Ana nasceu durante o reinado de seu primo em primeiro grau, Luís XIV, de 12 anos. Como neta da França, Maria Ana recebeu o estilo de Alteza Real e era conhecida como Mademoiselle de Chartres desde o nascimento.
Seus irmãos mais velhos incluíam a futura Grande Mademoiselle, a Grã-duquesa da Toscana, a duquesa de Guise e a brevemente duquesa de Saboia. Seu único irmão, o duque de Valois, morreu em 1652, com um ano e meio de idade.
Ela morreu no Palácio do Luxemburgo e foi enterrada na Basílica de Saint-Denis, nos arredores de Paris, o local de sepultamento tradicional da Casa de Bourbon.